# Bad Boy Bubby
Bad Boy Bubby é um filme Australiano de 1993, de gêneros humor negro e drama,  escrito e dirigido por Rolf de Heer, estrelando Nicholas Hope e Carmel Johnson. O filme se tornou notório por romper as fronteiras do bom gosto com cenas fortes de violência, incesto e blasfêmia, entre outros assuntos tabu.

## Sinopse
Bubby é um homem que passou os primeiros 35 anos de sua vida trancado no porão nojento de sua abusiva e controladora mãe. Tendo sido ensinado que o ar fora de lá é venenoso e que sair seria pecaminoso, ele só compreende a verdade quando seu pai ausente retorna e acaba com a já conturbada unidade familiar. Segue-se uma confrontação trágica, obrigando Bubby a entrar no mundo real. Não sabendo nada sobre a vida e claramente sofrendo de distúrbios mentais, ele sai cambaleando pela cidade, divagando um monólogo feito principalmente de frases prontas, ouvidas ao acaso. Seu comportamento é interpretado de diferentes maneiras por pessoas que ele encontra: alguns o acham louco, enquanto outros comparam seu estranho discurso e comportamento com brilhantismo.

## Prêmios
Bubby venceu 4 prêmios do Instituto Australiano de Cinema de 1994; Melhor Diretor (Rolf de Heer), Melhor ator principal (Nicholas Hope), Melhor Roteiro Original (Rolf de Heer), e Melhor Edição (Suresh Ayyar). Também foi nominado para melhor filme (Rolf de Heer) e Melhor Fotografia (Ian Jones).